# 금샘고등학교
금샘고등학교는 대한민국 부산광역시 금정구 서동에 있는 사립 고등학교이다.

## 학교 연혁
- 1963년 5월 1일 : 학교재단 양정학원 설립(이사장 문용한)
- 1963년 5월 1일 : 양정기술중학교 개교(교장 문용한)
- 1973년 3월 1일 : 초대 문용한 교장 취임
- 1973년 3월 12일 : 동래공업전수학교 인가
- 1974년 12월 27일 : 학칙 변경(공예과, 전자과 각 2학급. 주·야 12학급)
- 1983년 11월 15일 : 교육부 학력 인정 및 학칙 변경(전자과 주·야 15학급)
- 1984년 7월 1일 : 금정전자공업학교로 교명 변경
- 1992년 8월 31일 : 정규 공업고등학교 승격 및 학칙 변경(주·야 총 33학급)
- 1993년 3월 1일 : 금정전자공업고등학교로 교명 변경
- 1994년 6월 25일 : 학습탐구관(16학급) 준공
- 1997년 3월 20일 : 복지관 준공
- 2003년 11월 13일 : 정보체육관 개관식
- 2006년 3월 17일 : 교육인적자원부 직업교육 연구학교 지정
- 2011년 5월 12일 : 부산광역시 교육청 특성화고 수업혁신 지원학교 선정
- 2017년 6월 22일 : 전자시스템과 4학급, 전자컴퓨터과 3학급 학과 개편 인가
- 2020년 7월 15일 : ‘금정전자고등학교’로 교명 변경 및 남녀공학 전환 인가
- 2021년 1월 16일 : 제4대 이사장 이선자 취임
- 2022년 9월 1일 : 제10대 우창원 교장 취임
- 2023년 2월 9일 : 제48회 졸업식 100명 졸업(총 졸업생 수 12,346명)
- 2023년 3월 2일 : 2023학년도 신입생 입학(152명)
- 2024년 1월 1일 : 금정전자고등학교로 교명변경

## 설치 학과
- 전자컴퓨터과
- 콘텐츠디자인과
- 전자시스템과
- 컴퓨터소프트웨어과

## 참고 자료
- 금샘고등학교 - 한국교육학술정보원 학교알리미